# サーベドラ (ブエノスアイレス)
サーベドラ(Saavedra)は、アルゼンチンの首都ブエノスアイレス特別区の北端にある地区（バリオ）である。コムーナ12に属しており、人口は51,723人である。

## 地理
ブエノスアイレス特別区のヌニェス地区、ビジャ・ウルキーサ地区、コグラン地区と接しており、ヘネラル・パス通りを境界としてブエノスアイレス州のフロリダやビセンテ・ロペスに接している。地区を象徴する場所はサーベドラ公園であり、広大なピクニックエリアやスポーツ施設がある。ブエノスアイレス市民の多くは週末にサーベドラ地区を通って出かける。
サーベドラ地区の北端にはヘネラル・パス通りとパン・アメリカン・ハイウェイのインターチェンジがある。1970年代後半、新しい高速道路網を計画したオスバルド・カッチャトーレ市長は、市内最大の居住地区のひとつだったサーベドラ地区を通る高速道路を計画し、地区の南端部分の建物が取り壊されて広大な空き地となった。しかし高速道路の建設は行なわれることなく、空き地はロベルト・ゴジェノーチェ通りに転用された。地区内にはフィリップス社の重要な工場があり、またブエノスアイレス市内最大のショッピングセンターであるドット・バイレス・ショッピングセンターがある。

## 文化
タンゴ歌手のロベルト・ゴジェネチェはサーベドラ地区出身である。サッカークラブのCAプラテンセはサーベドラ地区が発祥地である。アドルフォ・ビオイ・カサレスの小説『エル・スエーニョ・デ・ロス・エロエス』（英雄の夢）の主人公はサーベドラ地区に住んでいる設定である。